# Marcus Rosner
Marcus Rosner' (Columbia Británica, 10 de agosto de 1989) es un actor de cine y televisión canadiense. Comenzó su carrera como actor en el año 2012.

## Biografía
Marcus Rosner nació en Campbell River, una pequeña localidad ubicada en la isla de Vancouver en la provincia canadiense de Columbia Británica, hijo de Mark y Christine Rosner. Completó sus estudios en Campbell River High School. Posteriormente practicó actuación en la escuela de cine de Vancouver.
Se mudó mucho cuando era niño, pero se crio principalmente en Sherwood Park, Alberta. Comenzó su carrera como actor en Vancouver, Columbia Británica y pasó un tiempo viviendo en Toronto, Ontario.
Rosner comenzó su carrera como actor profesional desde 2012, cuando hizo su debut televisivo como actor a los 23 años en la película para televisión de CW Joey Dakota, donde interpretó el papel principal de Ty.
En 2015, Rosner apareció en la película de ciencia ficción Tomorrowland como el guapo Harry.
Rosner interpretó el papel de Marco DeLuca en la película para televisión de Hallmark Channel Autumn In the Vineyard. Repitió su papel en las secuelas televisivas Summer in the Vineyard y Valentine in the Vineyard.
Rosner fue elegido para el papel de Nico en la película de comedia romántica My Fake Boyfriend junto a Keiynan Lonsdale, Dylan Sprouse y Sarah Hyland, dirigida por Rose Troche, que se estrenó el 17 de junio de 2022 en Amazon Prime Video.

## Filmografía
| Año       | Título                                 | Personaje          | Notas                                                 |
| --------- | -------------------------------------- | ------------------ | ----------------------------------------------------- |
| 2012      | This American Housewife                | Doug               | Episodio: "Pilot"                                     |
| 2012      | Joey Dakota                            | Ty                 |                                                       |
| 2012      | The Secret Circle                      | Richard Armstrong  | Episodio: "Witness"                                   |
| 2012–2018 | Arrow                                  | Max Fuller         | 2 episodios                                           |
| 2013      | Untold Stories of the ER               | Cowboy Charlie     | Episodio: "Cowboy Chaos/Teen Turmoil/Rod on the Road" |
| 2013      | Entertainment                          | Micky              | Cortometraje                                          |
| 2014      | Continuum                              | Freelancer #1      | Episodio: "The Dying Minutes"                         |
| 2014      | Rush                                   | Kent               | Episodio: "We Are Family"                             |
| 2014      | Garage Sale Mystery: All That Glitters | Tim                |                                                       |
| 2014      | Supernatural                           | Dash               | Episodio: "Ask Jeeves"                                |
| 2014      | Érase una vez                          | Jurgen             | 2 episodios                                           |
| 2014      | Girlfriends' Guide to Divorce          | Mike               | 2 episodios                                           |
| 2015      | Tomorrowland                           | Handsome Harry     |                                                       |
| 2015      | Cuando llama el corazón                | Charles Kensington | 7 episodios                                           |
| 2015      | Mistresses                             | Brad               | Episodio: "Love is an Open Door"                      |
| 2015      | Single & Dating in Vancouver           | Matt               | Episodio: "Leave the Last Two Out"                    |
| 2015      | A Christmas Detour                     | Jack Collins       |                                                       |
| 2015      | Ghost Unit                             | Dex                | 1 episodio                                            |
| 2016      | Appetite for Love                      | Reed               |                                                       |
| 2016      | Tú, yo y ella                          | Alex               | Episode: "Cigarettes and Funions and Crap"            |
| 2016      | Summer Dreams                          | Liam               |                                                       |
| 2016      | Autumn In the Vineyard                 | Marco DeLuca       |                                                       |
| 2016      | A Firehouse Christmas                  | Tom Norris         |                                                       |
| 2017      | Fixer Upper Mysteries                  | Stephen Davison    | Episodio: "Framed For Murder: A Fixer Upper Mystery"  |
| 2017      | The Birthday Wish                      | Alex               |                                                       |
| 2017      | Infidelity in Suburbia                 | Elliot Graverston  |                                                       |
| 2017      | Summer in the Vineyard                 | Marco DeLuca       |                                                       |
| 2017      | A Harvest Wedding                      | Tom Nichols        |                                                       |
| 2017      | Maternal Instinct                      | Marshall Lancaster |                                                       |
| 2017      | Christmas In Evergreen                 | Spencer            |                                                       |
| 2018      | Unreal                                 | Warren             | 6 episodios                                           |
| 2018      | Poinsettias for Christmas              | Sean Dalton        |                                                       |
| 2018      | Yes, I Do                              | James              |                                                       |
| 2019      | Valentine in the Vineyard              | Marco DeLuca       |                                                       |
| 2019      | The Killer Downstairs                  | James Brewer       |                                                       |
| 2019      | Sweet Mountain Christmas               | Robbie             |                                                       |
| 2019      | Dance with a Demon                     | Dad                | Cortometraje (posproducción)                          |
| 2020      | The Wedding Planners                   | William            | Episodio: "Sweet Home Wedding"                        |
| 2020      | Killer in the Guest House              | Mark James         |                                                       |
| 2020      | Love on Harbor Island                  | Marcus             |                                                       |
| 2020      | Christmas with a Crown                 | Prince Nicholas    |                                                       |
| 2021      | Love Stories in Sunflower Valley       | Drew Hutton        |                                                       |
| 2021      | A Vineyard Romance                     | Liam Hawthorne     |                                                       |
| 2022      | Romance to the Rescue                  | Kevin              |                                                       |
| 2022      | My Fake Boyfriend                      | Nico               |                                                       |
| 2022      | From Italy with Amore                  | Daniel             |                                                       |
| 2023      | Sex/Life                               | Sven               | Episodio: "The Weakness in Me"                        |
| 2023      | The Love Club                          | Josh Nolan         | 2 episodios                                           |
| 2023      | Team Bride                             | Will               |                                                       |
| 2023      | Ride                                   | Austin McMurray    | Elenco recurrente                                     |
| 2023      | Finding Mr. Right                      | Luke               |                                                       |